# San Pedro de Cardeña
El San Pedro de Cardeña és una abadia trapense al terme municipal de Castrillo del Val, a 10 km del centre de Burgos (Espanya), catalogat declarat Monument històric-artístic pertanyent al Tresor Artístic Nacional mitjançant decret de 3 de juny de 1931). avui dia rep la figura de protecció com a bé d'interès cultural (BIC).
El monestir probablement es fundà abans de l'any 902, quan el comte de Lantarón i de Cerezo de Río Tirón, Gonzalo Téllez i la seva muller Flámula van realitzar la primera donació documentada al cenobi el 24 de setembre d'aquell any d'una serna a Pedernales i unes eres de sal.

## Scriptorium

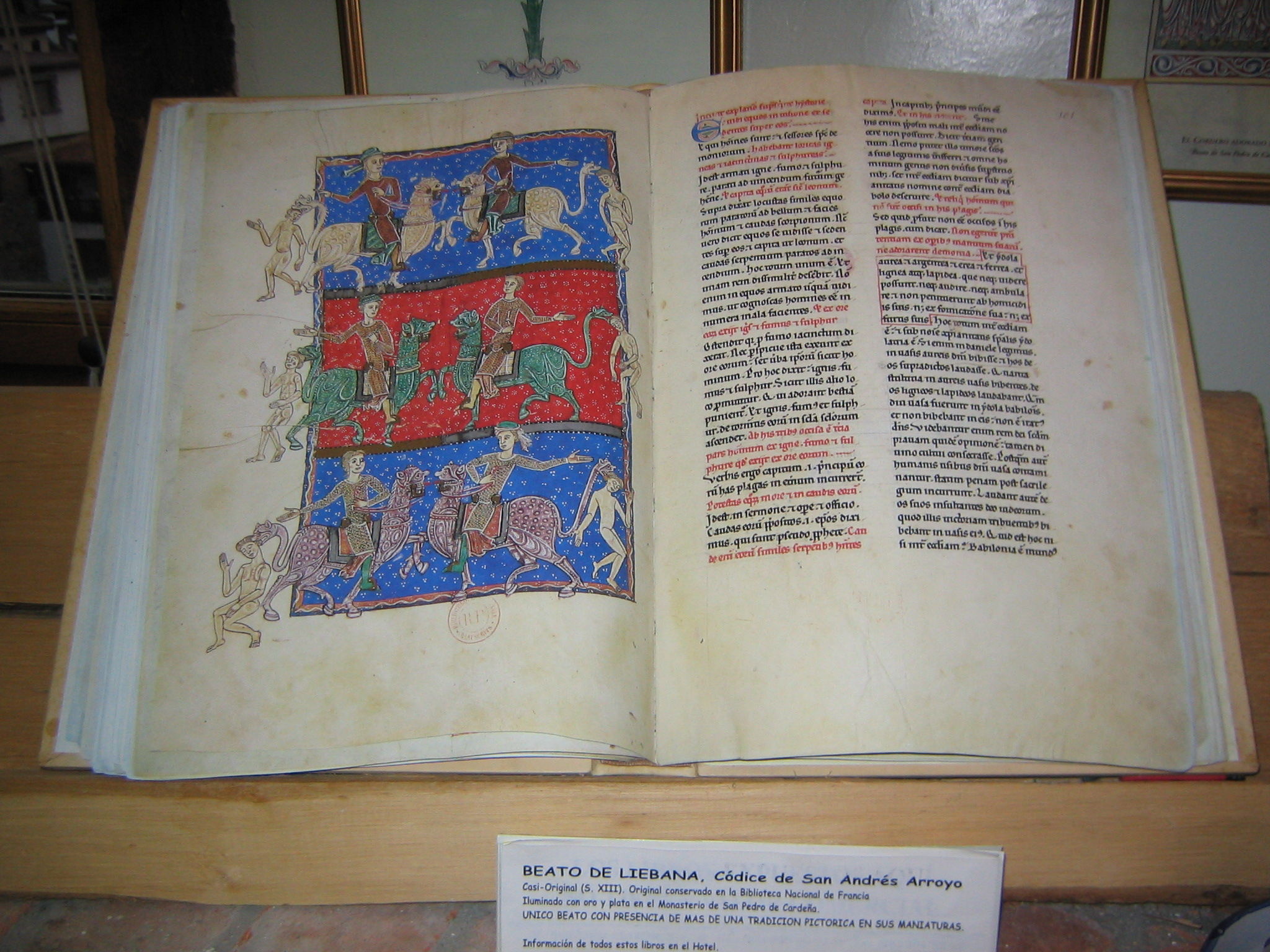
Beat de Liébana. Còdex de San Andrés Arroyo (còpia del). Il·luminat amb or i plata en el monestir de San Pedro de Cardeña.

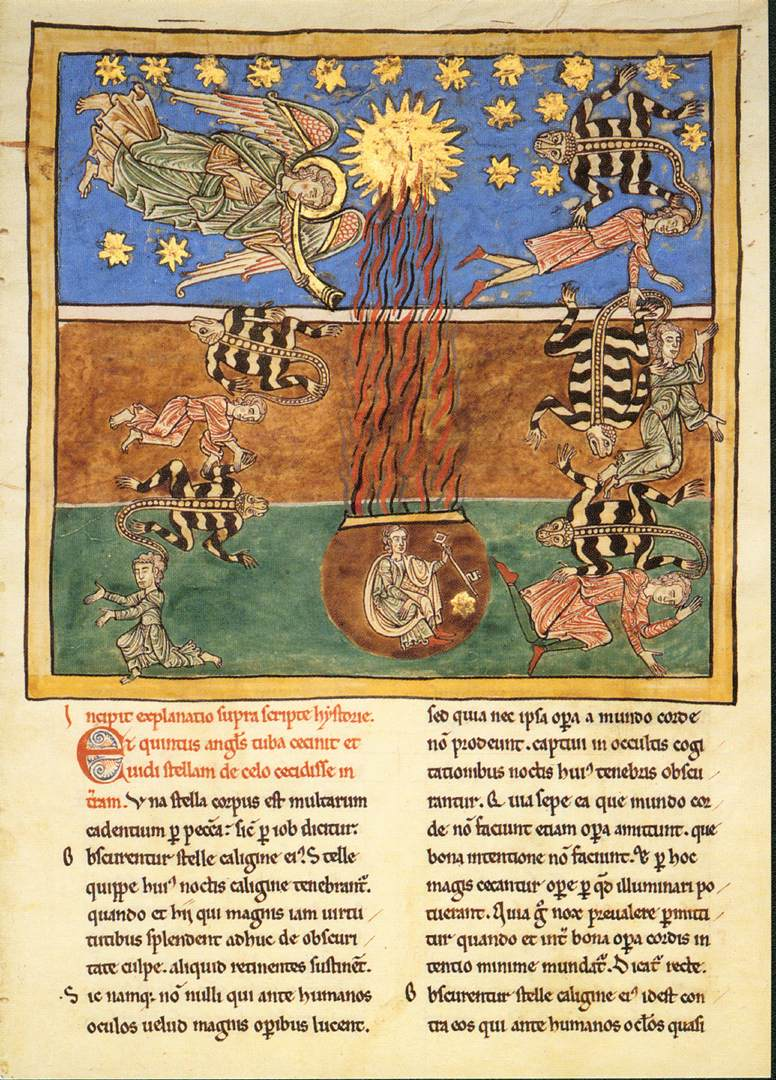
Beat de Cardeña. Metropolitan Museum of Art

La prosperitat del monestir en l'època altomedieval es reflecteix en la qualitat de la seva scriptorium, en el qual el monjo Endura va realitzar obres extraordinàries.
El Beatus de San Pedro de Cardeña va ser realitzat entre els anys 1175 i 1180, compta amb 152 folis i 51 miniatures. 135 folis es troben en el Museu Arqueològic Nacional de Madrid, dos a la Biblioteca Francisco de Zabálburu y Basabe, també a Madrid (on també es troba el Cartulari de San Pedro de Cardeña), un en el Museu Diocesà de Girona i altres quinze en el Museu Metropolità d'Art de Nova York.

## Edifici
La seva edificació ha sofert nombroses restauracions, convivint així diversos estils. Són de destacar els següents elements:

### Torre cidiana
Robust campanar on s'alternen les diverses evolucions de l'estil romànic.

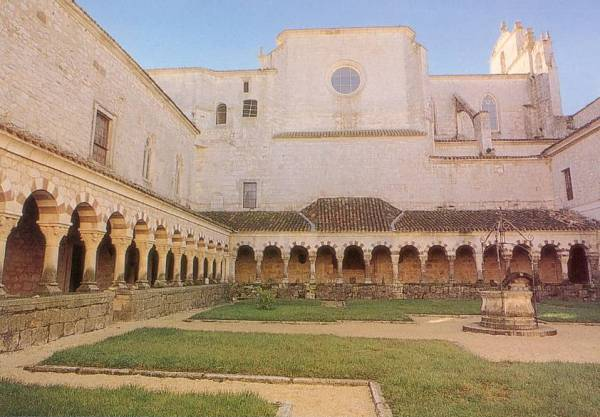
Claustre dels Màrtirs.

### Claustre dels Màrtirs
Des de la sala capitular, que data del segle xiii, s'albira a través de grans vidrieres el claustre romànic, que data del segle xii. Compost per un arc de mig punt sobre columnes úniques que descansen sobre fustos robusts i coronades de capitells que imiten l'estil corinti. Els arcs recorden en la seva decoració als de la mesquita de Còrdova per la seva policromía, alternant els colors blanc i vermell. A la paret esquerra es troben unes antiquíssimes pedres la inscripció de les quals recorda el tràgic succés.

### Església
Per construir aquesta església de tres naus es va destruir la romànica, encara que afortunadament es va salvar la torre. Reedificada al segle xvi, consta de tres naus amb una capella annexa denominada capella del Cid, ja que allí va ser enterrat i va romandre abans del seu trasllat a la catedral de Burgos. La façana de l'església és d'estil barroc.

## Lloc cidiano
Segons el Cantar de Mio Cid i les tradicions posteriors, abans de marxar al desterrament, Rodrigo Díaz de Vivar va deixar a San Pedro de Cardeña, a l'empara de l'abat Sancho (que s'ha identificat amb Sisebut de Cardeña atribuint una confusió a l'autor del Cantar), a la seva esposa Donya Jimena i a les seves filles, encara que aquest fet no està testificat per proves històriques. En el primer desterrament de 1081, les propietats de Rodrigo Díaz no li van ser alienades, i la família del Cid va poder seguir residint a les seves cases. En el segon, de 1089, la família va ser presa per mandat d'Alfonso VI en un castell, potser Gormaz, per reunir-se amb el Campeador poc després.

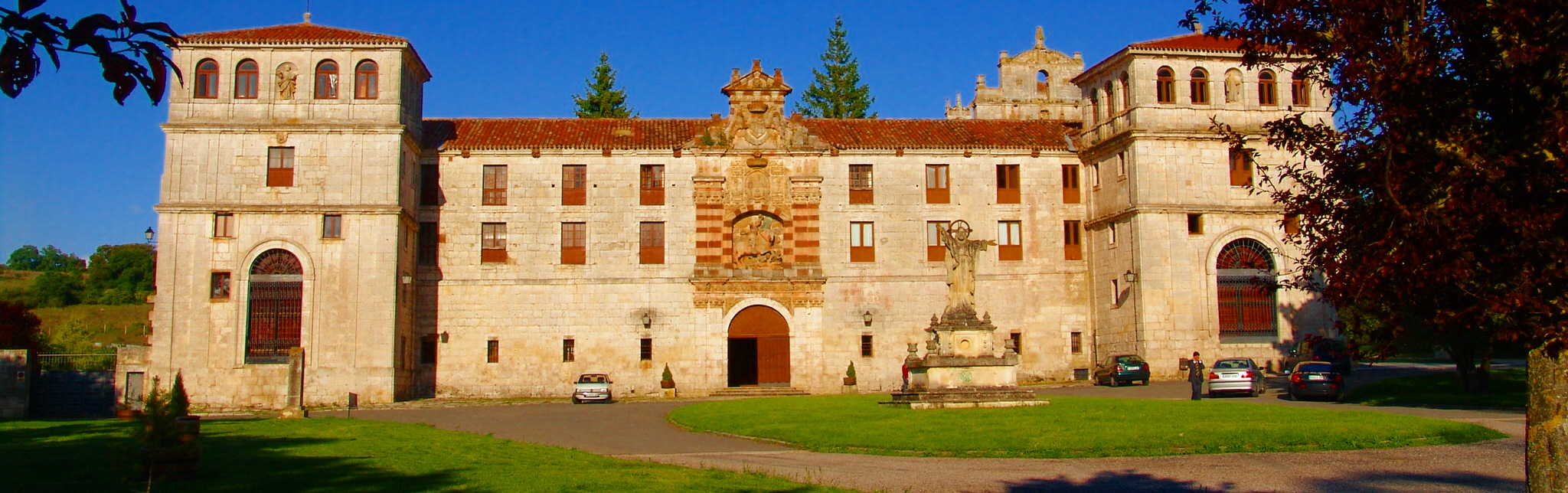
Façana principal del monestir.

## Jurisdicció de Abadengo
Sobre la vila de Resmondo, en el partit de Villadiego, i els llocs de Carcedo, Cardeñajimeno, Cardeñuela Riopico, Castrillo del Val, Orbaneja Riopico i Villafría, en el partit de Burgos, durant el període comprès entre 1785 i 1833, en el Cens de Floridablanca de 1787.

## Desamortització
Com a conseqüència de la desamortització desapareix el culte. Al1936, durant la Guerra Civil Espanyola, va esdevenir un camp de concentració.

## Abadia cistercenca
L'1 de maig de 1942, sent arquebisbe de Burgos Manuel de Castro Alonso, es restaurava la vida monàstica per monjos trapenses arribats del monestir palentino de San Isidro de Propietàries. En 1945 s'eleva al rang de priorat; en 1948 aconsegueix el títol d'abadia sent el seu primer abat Jesús Álvarez Álvarez. L'1 d'abril de 2008 va ser elegit abat per un sexenni Jesús Marrodán Ezquerro, sent beneït el 18 de maig de 2008 per Francisco Gil Hellín, arquebisbe de Burgos.

## Celler romànic
En el monestir es conserva el celler romànic d'ús comercial més antic d'Espanya, on s'elabora el vi negre Valdevegón amb raïm de La Rioja.

## Arqueologia i Història

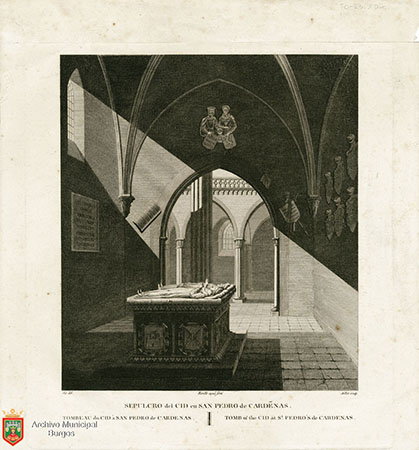
Sepulcre del Cid

Els cronistes de l'Ordre de Sant Benet suposen que va ser fundat al segle vi, recolzant-se en una llegenda en què apareix com a fundadora una senyora anomenada Sança, i que va ser allà soterrada, com també un fill seu que es va dir Teodorico, però que no era l'infant del mateix nom. Són igualment errònies les dates que suposen el sacrifici dels 200 monjos amb el seu abat Esteve de l'Era de 872 i la reedificació del monestir per Alfons III d'Astúries l'any 899, referint aquesta última á la repoblació del territori de Cardeña, tot i en aquells dies estava ja construït i habitat el monestir, ja que en 24 de setembre de 902 van fer una donació als monjos i al seu abat Damià el comte Gonzalo Télliz i la seva dona Flámula, i en 931 confirmava Alfons IV un privilegi que Alfons III el Magne havia concedit al monestir, no se sap amb quina data, però és de suposar que seria al repoblar la comarca per donar suport a la casa monacal en la seva qualitat de nucli de població.
L'històric monestir, saquejat i destruït á mitjan el segle X pels musulmans, el va reedificar el comte Garcia I de Castella, que va ser allà enterrat, al costat de l'altar major, com la seva dona Ava; d'aquell cenobi va sortir el famós Cic Campeador (Rodrigo Díaz de Vivar), per al seu desterrament, deixant encomanat a l'abat la seva esposa i filles, i des de València van ser traslladats les restes del gran castellà per donar-los sepultura cristiana a la capella dita dels Reis i Comtes, el sepulcre encara subsisteix després del trasllat de les cendres a Burgos en 1842. Allà foren també enterrats l'esposa del Cid Ximena, les seves filles Maria comtessa consort de Barcelona (1098-1105) pel seu matrimoni amb Ramon Berenguer III, Doña Sol en el Cantar del Mío Cid; Cristina Rodríguez (cap al 1075 - ?) casada en segones núpcies amb Ramir Sanxes. Donya Elvira en el Cantar del Mío Cid i, el seu fill Diego Rodríguez (c. 1075 - 15 d'agost de 1097) mort el 15 d'agost de 1097 a la batalla de Consuegra lluitant contra els almoràvits. Ramir Sanxes, rei de Navarra; Ramir de Lleó, fill d'Alfons III d'Astúries dit el Gran; Sanç Ramires rei d'Aragó; Laín Calvo, primer jutge de Castella; Pere i Fronilda, fills del comte Ferran González, a més d'altres personatges emparentats amb el Cid u els comtes de Castella.

## El primitiu monestir
Aquest primitiu monestir va patir grans transformacions; l'església, que era molt antiga, va ser enderrocada en 1447 per construir una altra en el mateix emplaçament per ordre de l'abat Pere del Burgo. El claustre principal, adossat á l'església, és el qual des del segle xiii designa la tradició com el lloc d'enterrament dels monjos degollats pels musulmans, Segons es desprèn de la Crònica general de Alfons X de Castella dit el Savi, en dir;
| « | <<Et de aquella uegada fué astragado el Monesterio de San Pedro de Cardenna, et mataron i trezientos monges en un dia; et yazen todos soterrados en la claustra, et faz Dios por ellos muchos miraglos.>> | » |

fet que recorda Enric IV en cèdula del 10 de gener de 1473; 
| « | <... i va posar-hi dos-cents religiosos que van servir a Déu, i vn dia de Sant Just i Pastor, el Rei Zepha vi poderosament amb els seus moros sobre la dita monestir, i entraronlo, i van robar quant en ell van fallar, i van degollar tots els monjos que en é estaven; los quals van ser sepultats al Claustre de la dita Monestir; i per ells en cada vn any faze nostre Senyor miraglo, que en el dia que ells van ser degollats fa de dia a terra de la Claustra on van ser sepultats, de color de sang>. | » |

 Aquest prodigi va durar fins a l'expulsió dels àrabs pels Reis Catòlics.

La veneració per aquest claustre dels màrtirs va ser tant gran que alguns reis, entre ells Isabel la Catòlica i Felip II, van fer de propòsit el viatge per visitar-lo. L'acció del temps va fer necessària la construcció de dos parts de claustre al segle xiv, sent abat Joan III de Mecerreyes, i al segle següent va voler construir-los tots de mamposteria l'abat Fernando de Belorado, posant sostres de bigues llaurades i pintades, á estil de l'època i fent sobreclaustre en els menjadors, excepte en el del S. per no profanar la santedat del lloc. El fet d'atribuir l'enterrament dels màrtirs solament a aquesta part del claustre, és degut á estar encastada en aquest costat de la galeria les dues pedres que constitueixen la làpida commemorativa del sacrifici dels monjos i que allí es va col·locar també una taula en la qual havia pintats <molts moros que amb el seu ganivet anaven degollant als sants monjos> i una llegenda il·legible ja en alguns punts al segle xvi, que deia: 
| « | <Venite ad judicivm omne. In ista parte clavstri svnt dvcenti monachi hivivs coenobii, qui mortem svstinvervnt pro Fide D. N. Salvatoris et Redemptoris Jesv Christi, et decollati fvervnt...Feria qvarta...salvs...A...Eia milites Christi...Sempre vivet...si monachvs cor vestrvm et ossa vestra vt herba germinabvnt.> | » |

El 1603, al renovar el culte tradicional als martirs, per breu de Climent VIII, l'abat Gaspar de Medina va fer construir una capella sobre el lloc en què la tradició fixava l'enterrament. Per a aquesta obra es va afegir un braç á l'església, i per donar suport al paviment de la nova capella, donat el desnivell amb el claustre, es va construir una volta de maó que el divideix en dues seccions. Aquestes van quedar completament tancades al tapiar les obertures de les arqueries amb una paret exterior, el mateix que altres arcs ogivals de la sala capitular que en l'actualitat formen el costat de la galeria per la part E., havent de baixar des de llavors á aquell recinte per dues portes obertes als envans laterals, i quedant encegada una porteta d'arc conopial que encara existeix a la paret mitgera.

## Segle XVII
Al segle XVII es van aixecar des dels seus fonaments dels murs i corredors de les altres tres ales del claustre, i per completar el pati l'abat Valcázar va començar un corredor contigu i paral·lel al dels Màrtirs, en què l'obra va quedar i va continuar sense acabar, obrint una nova porta per a donar sortida de l'església á les processons. En construir la capella van ser destruïts tres arcs les columnes encara existeixen y als costats de l'altar treuen el cap, gairebé á ran de terra, quatre capitells, tres d'ells d'estil clàssic. Tal com es conserva el  Claustre dels Màrtirs  té 23 m, de llarg per 3'33 d'ample, corrent la arqueria sobre un sòcol de poca alçada, amb obertures de 2'34 X 1'26 metres. Els arcs en nombre de 11, són de mig punt, amb capitells de diverses formes, columnes de fust cilíndric, amb bases de forma de piràmide truncada, quadrangular, de costats còncaus i arestes chaflanadas: en els carcanyols apareixen florons de diferents classes i un medalló amb dos coloms.

La galeria va haver de tenir sostrada de fusta, que ha desaparegut, així com les taules amb pintures i rètols al·lusius a la mort dels religiosos, conservant-se en canvi, a la banda esquerra de la capella, el pou, deu de la Font de dels Màrtirs que corre al pati i va merèixer una preciosa poesia de Benito Arias Montano, i en el costat dret la discutida làpida commemorativa, composta de dues pedres desiguals encastades a la paret i escrites amb caràcters monacals rehundidos, el text diu;
| « | <Era: DCCC : LXX : II : IIII : F : VIII : ID : AG/: ADLISA :EST : KARADIGNA ET : INTE/RFECTI SUNT : IBI : P : REGE : ZEPHAM : CC : MONACHI : DE GREGE : DÑI : INDIE : SCORUM : MROM : IUSTI : ET : PASTORIS: | » |

Segons mossèn Berganza i fra Prudencio de Sandoval, aquesta làpida havia estat col·locada en el segle IX, á arrel de l'succés, però no estan conformes en la data, i a l'reduir l'Era de 872 anys al corresponent any de Crist (834) havia fet notar Esteban Garibay que a l'6 agost no havia estat dimecres i, per tant, la festa dels sants Just i Pastor s'havia pogut celebrar eneste dia de la setmana, segons s'assegura en la inscripció. Diverses són les explicacions donades per diferents cronistes, i finalment Reinhart Dozy fixa la data l'any 934. Però encara que la Crònica general del segle xiii suposa ocorreguda al X la matança, perquè una carta de donació de la comtessa Mumadona Dias datada en 935 parla de Cardeña sense derruir i amb nombrosa població monacal, passa que l'abat que regia la casa al ocórrer l'hecatombe es deia Esteve, nom conservat per tradició, i del primer d'aquest nom que es té notícia és un Esteban a què s'esmenten els monjos Endura i Sebastian en 949 en una còpia d'Exposició dels Salms de Casidoro, feta per encàrrec del noble Munio i de la seva esposa Gugina, en la qual es parla del 
| « | <abad Esteban, benemérito pastor de 200 monjes que viven en su compañia con regular observancia en el monasterio de Cardeña> | » |

. Las memòries d'aquest abat en 1r d'agost de 953, sense que des d'aquesta data i fins passats quatre anys es torni á trobar notivia de l'abat o del monestir. Amb aquest fet coincideix una irrupció d'Ahmed ben-Iala, governador de Badajoz i el governador de Medinaceli, el sanguinari Ghàlib, que amb nombrosos exèrcits van entrar per terres de Lleó i Castella en l'estiu de 953, avançant l'últim per sobre San Esteban de Gormaz i seguint la via romana que des Clunia passava per on avui s'assenten els pobles de Tordueles, Puentedura i Palazuelos fins a Burgos, á el costat E. es trobava el monestir de Cardeña, famós llavors per les moltes donacions dels fidels. El 12 d'agost del mateix any es donava lectura a la mesquita de córdoba á una carta en què Galib anunciava les seves victòries, i temps després arribava á la ciutat un comboi de creus i campanes.

## Un altre error de la làpida
Aquest altre error va ser nomenar á un rei àrab Zepha, sent així que la paraula zepha o azeipha és terme àrab que significa expedició d'estiu, i de ací prenia el nom l'exèrcit que la executava. De tot això es dedueix que la làpida no es va escriure al monestir per commemorar la matança dels religiosos, i que el seu text és una clàusula breu de les freqüents en els cronicons en forma de anals, ja que si fos el primer diria <morts aquí (hic)>> en comptes de <<ser morts allà (ibi). Al segle xv l'abat Joan VI, al renovar la galeria del claustre, va aprofitar materials antics, i per això apareixen pedres de color negre en es arcades, en els capitells d'estil greco-romà, en les seves fonts i en algunes bases i dovelles; els florons de les carcanyoles, els capitells adornats amb cardines i els fusts i bases corresponents són de pedra blanca, corresponent aquestes al gust de l'època, com s'observa en els capitells de fulles de card grimpades i soltes.
Els capitells són imitació dels corintis, cobrint el seu tambor una o dues sèries de fulles de magnòlia de les que surten els plançons per lupar-se en forma de voluta; l'àbac té en cada front un floró i un cimaci quadrangular que el corona, formant l'astràgal peça amb el fust i el capitell, seguint el costum grecoromana. Pot per tant, assegurar que aquests membres arquitectònics corresponen al primitiu monestir, datant, si més no, de l'època en què Alfons III d'Astúries va repoblar a Cardeña. Segons la Crònica general i el necrològic del cenobi el comte García Fernández va reconstruir el monestir triant-per lloc de la seva sepultura, quedant en peu, de la primitiva construcció, a més dels elements arquitectònics que hem fet referència, algunes restes de la sala capitular i la històrica torre que segons el "Cantar de Gesta" va anunciar l'arribada del Cid tirant les seves campanes al vol quan aquell, camí de l'exili, va ser rebut per l'abat Sancho. La sala capitular es trobava en línia amb el presbiteri de l'església, i acostada á la galeria oriental del claustre, amb la qual comunicava per una porta franquejada per arcs oberts sobre un sòcol baix, segons el costum dels monestirs dels segles xi i xii. En aquesta sala es va construir al segle xvi la capella de Santa Caterina, d'estil gòtic florit, notable per la delicadesa i valor de la seva ornamentació, quedant de la vella sala la porta d'ingrés i dos arcs á cada costat, pertanyent el conjunt a l'art de transició entre el romànic i el ogival, encara que dues de les columnes existents a la part central de les arcades, que sostenen el doble arrencada dels arcs aguts semblen peces més antigues allà aprofitades.
La porta està formada per un arc agut, llis, d'aresta viva que descansa en grans cimacis amb greques i escacs que coronen uns capitells adornats per llaços penjants, fulles i flors estilitzades sobre esveltes columnes amb un toro i un plint. Sobre aquest arc volteja un altre també apuntat i més sortint sostingut en pilars d'impostes escacs amb una motllura que mata les arestes de l'arquivolta i els pilars. Al pilar de la dreta existeix per la part exterior, una làpida rectangular amb un epitafi escrit en caràcters monacals, que degué ser obert després de construïda la sala capitular, i en la qual es refereix a un abat anomenat Miquel. No pot ser aquest Miquel III, perquè segons el pare Berganza fou enterrat a l'entrada de la capella de Nostra Senyora, al costat de la capella major, al costat de l'Evangeli, i com els altres dos abats del mateix nom, Miquel I i Miquel II, l'un vivia en 1162 i l'altre va morir en 1207, en ambdós casos pot afirmar-se que la sala capitular és anterior a aquesta última data, com corroboren el caràcter de l'escriptura i la forma rimada de l'epitafi, molt en ús pels segles XII i XIII. La torre, que segons el pare Berganza, va ser l'única cosa que va quedar dreta en aixecar l'església que avui existeix, i que <<està sobre la capella de sant Benet, al costat de l'Epístola>>, va passar no obstant inadvertida perquè a més de quedar encaixada a la planta de la nova construcció els seus pinacles i gàrgoles pertanyen a un cos superior de fabricació relativament moderna. Al cos baix s'observen, pel costat del Migdia, dues ordres de finestres que indubtablement van correspondre a dos pisos de la torre, però no havien estat tapiades amb pany i forrellat.

## Estudis de Menéndez Pidal
En 1905 el notable i erudit escriptor don Juan Menéndez Pidal, auxiliat eficaçment pels religiosos caputxins que resideixen al monestir, va efectuar valuosos treballs de recerca, observant que l'escaleta de pedra i la seva caixa estan acoblades a l'exterior de la vella torre, que aquesta és quadrangular, d'amples murs i estret recinte, que no deixa espai per a escala fixa de pedra o fusta i que, segons les torres monasterials d'aquell temps que servien de campanar, talaia i punt fort de defensa, degué tenir escala llevadora. Des de les golfes existents sobre la volta de l'església i després de feines ímprobes, van aconseguir deixar al descobert una bonica finestra geminada al costat oest de la torre, i una altra semblant al cim del mur de l'est, al costat de l'escala adossada al segle XV.
Els arcs són de mig punt amb arquivolta d'aresta viva, amb un fust de mainell que forma una sola peça a l'astràgal, d'ornamentació funicular; els capitells són de forma trapezoïdal, amb adorns simbòlics propis de les acaballes de l'arquitectura llatí-bizantina, en què es veu una au, la creu, bens i plançó de vinya, traçats toscament, comprovant que la torre fou construïda a fins del segle X o principis del XI i mereix ser conservada pel seu valor històric i com a exemplar notable de l'arquitectura medieval, així com la resta del monestir que comprèn el lloc on fins a 1711 va estar el palau del Cid Campeador.

## Temps dels Reis Catòlics
En temps dels Reis catòlics es va unir el monestir a la nova congregació de Sant Benet de Valladolid, per a això van impedir aquells monarcas la corresponent butlla d'Alexandre VI, el 1502, després d'haver fet arquebisbe de Messina a l'últim abat perpetu Pedro Ruiz de Vergara. En aquesta forma va seguir fins a l'exclaustració del 1835; més tard l'arquebisbe de Burgos el va destinar a casa correccional del clergat, després va ser cedit als trapencs i escolapis, i finalment als caputxins expulsats de França. Entre els religiosos il·lustres que van habitar a l'històric monestir s'expliquen els pares Antonio Hurtado, Diego Ordoño, Francisco Berganza é Isidoro Arias, i l'abat sant Sisebut, en l'època del qual va aconseguir el cenobi gran floriment; també són molt coneguts pels seus escrits Gonzalo d'Arredondo, Juan de Velorado, Lope de Frias, Pedro de Salazar, Juan de Arévalo, Juan de Salazar i Luis Alvarez.